# Abskission
Abskission är aktiv fällning av blad, blommor och frukter. Växtdelar som skall och kan fällas har ett abskissionsskikt eller abskissionslager av celler som är särskilt utvecklat för detta. Abskission sker ofta under inverkan av det gasformiga växthormonet eten. När det ska ske kommer celler att upplösas och skiktet försvagas. Det gäller vid lövfällningen på hösten, fruktfällningen (till exempel när äpplen faller ner), när en blomma tappar sina kronblad efter pollinering och liknande tillfällen. Växtdelar utan abskissionsskikt kan sitta fast mycket länge fast de är döda, som på eterneller.
Om en trädgren bryts delvis och snabbt vissnar, kommer bladskaften inte att kunna reagera på signalen som ger lövfällning på hösten. När resten av trädet står kalt kommer då den döda grenen att ha kvar sina löv ännu en tid. Så småningom går de sönder.

## Bildgalleri

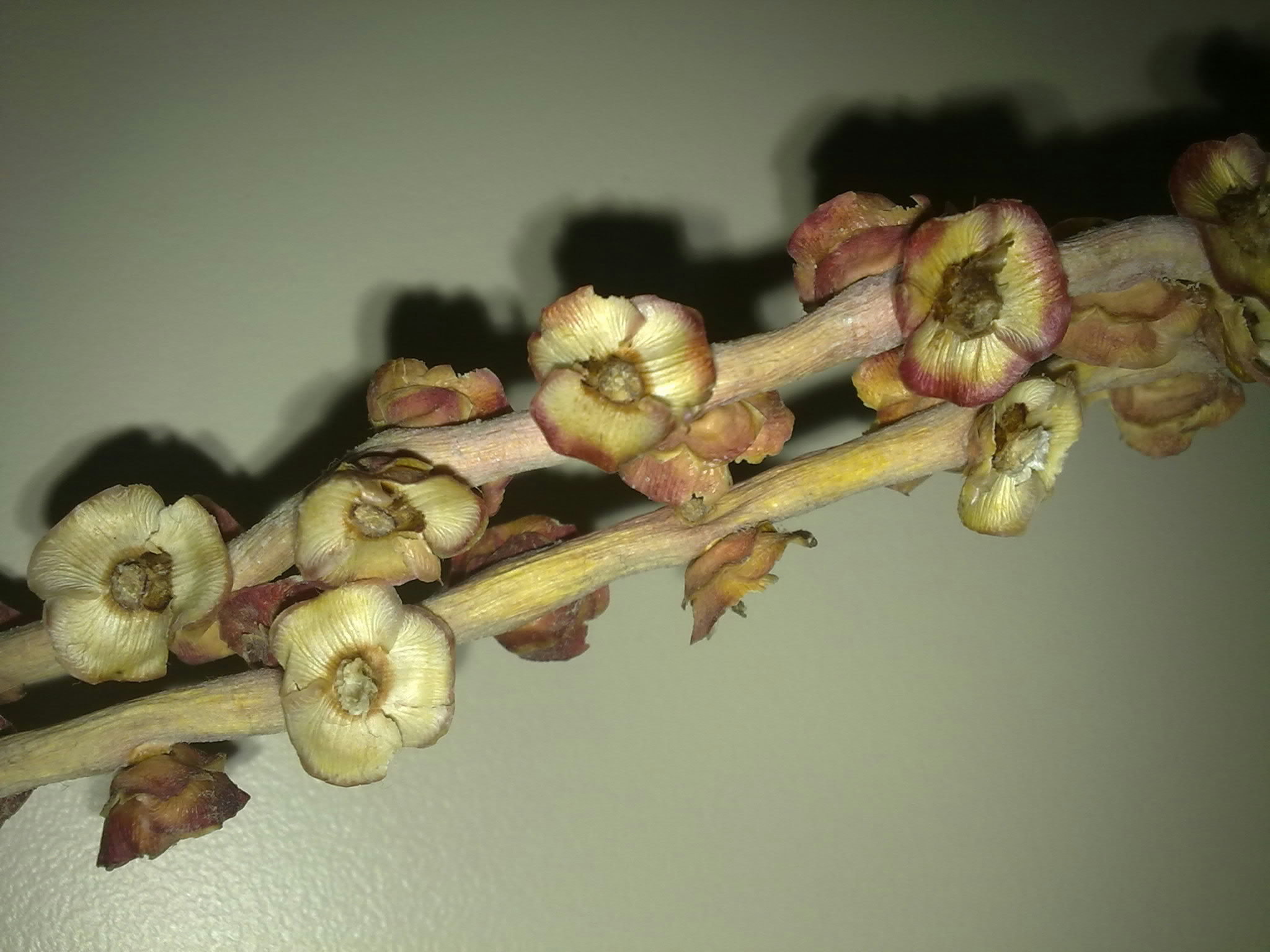
Kvist av dadelpalm där frukterna lossats just vid sitt abskissionskikt.
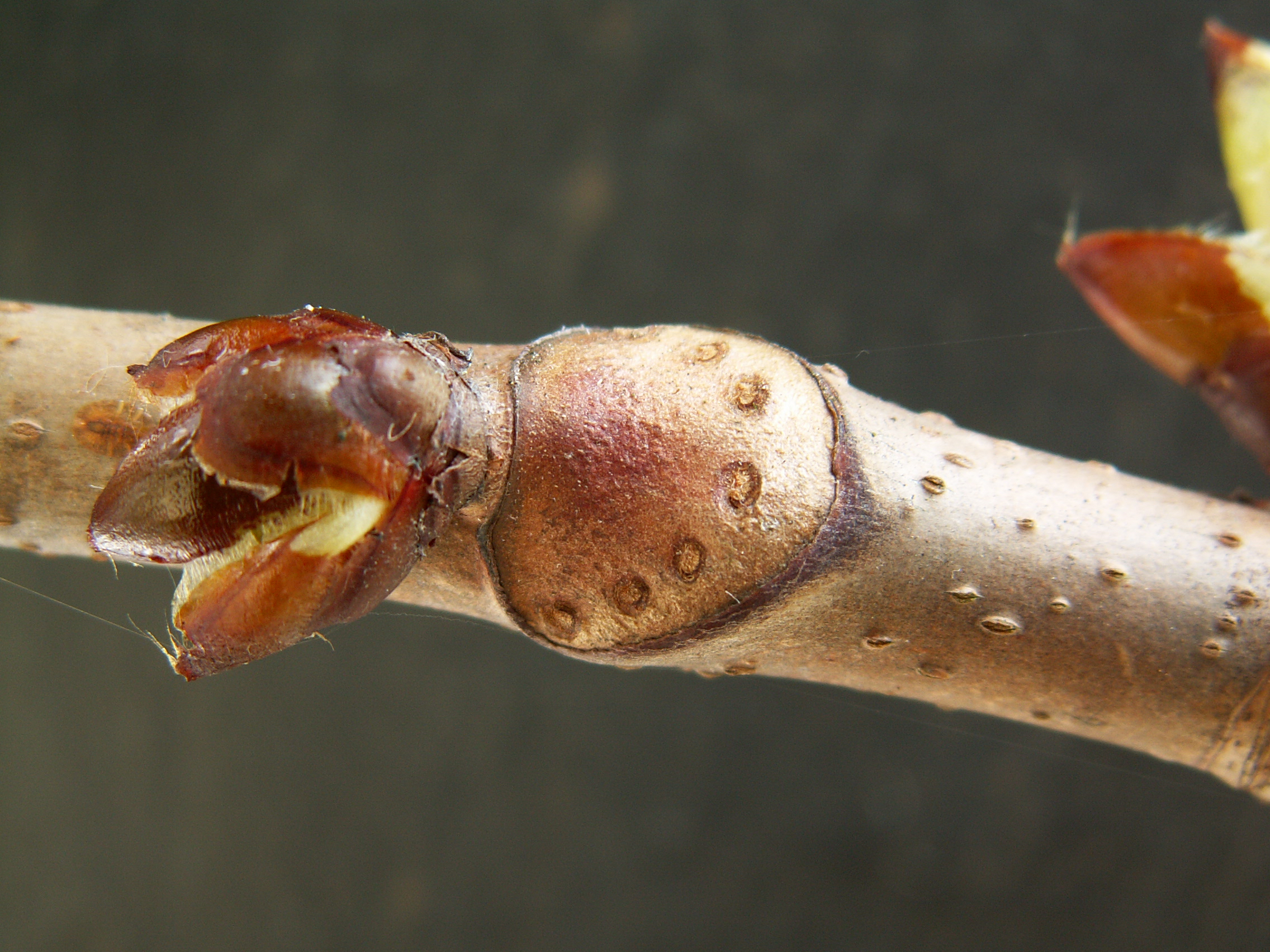
Bladärr på hästkastanj där abskission har skett.
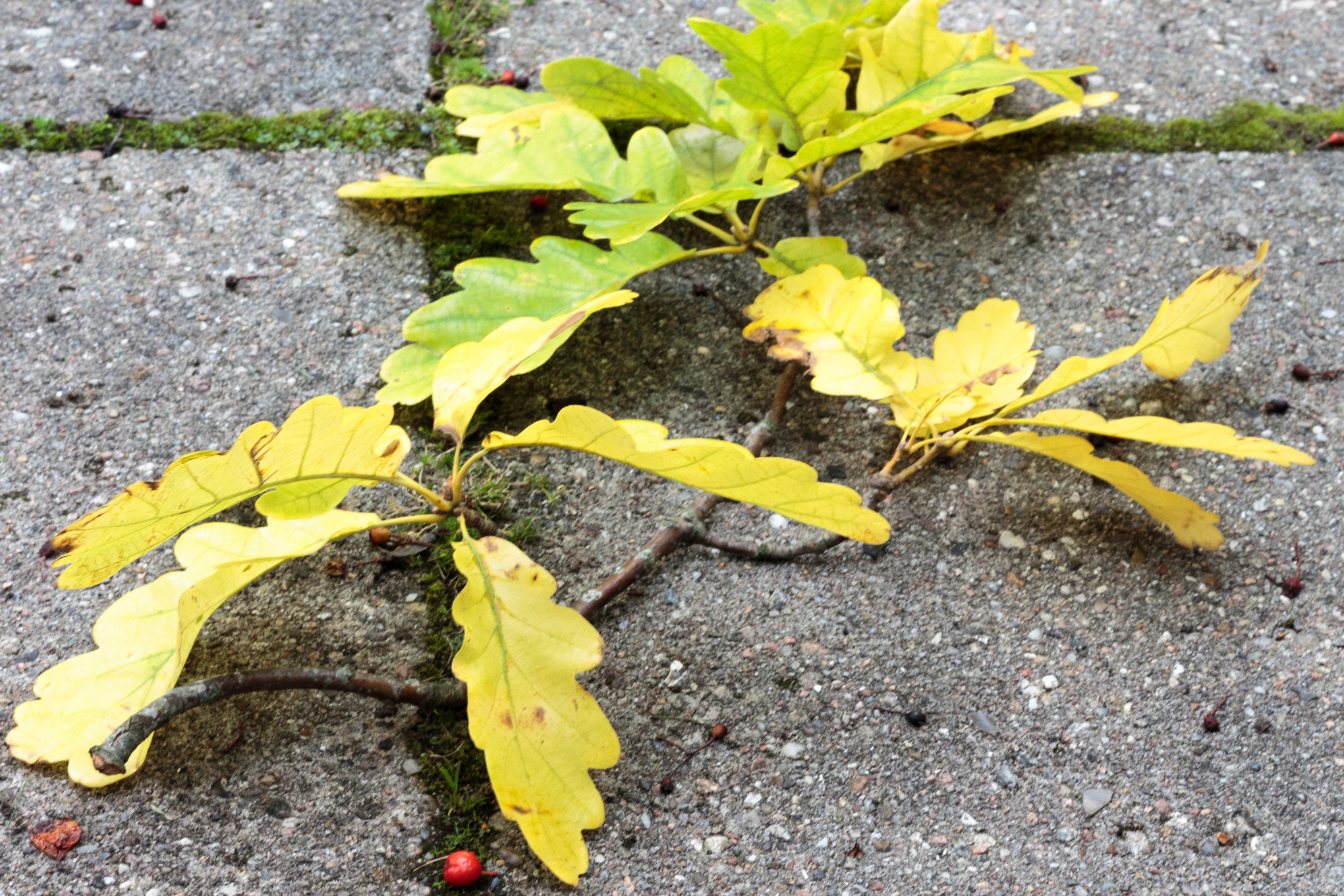
Abskission av en ek-gren efter den torra sommaren 2018. Notera att bladen fortfarande inte har fällts.